# Połoń (gromada)
Połoń – dawna gromada, czyli najmniejsza jednostka podziału terytorialnego Polskiej Rzeczypospolitej Ludowej w latach 1954–1972.
Gromady, z gromadzkimi radami narodowymi (GRN) jako organami władzy najniższego stopnia na wsi, funkcjonowały od reformy reorganizującej administrację wiejską przeprowadzonej jesienią 1954 do momentu ich zniesienia z dniem 1 stycznia 1973, tym samym wypierając organizację gminną w latach 1954–1972.
Gromadę Połoń z siedzibą GRN w Połoni utworzono – jako jedną z 8759 gromad na obszarze Polski – w powiecie przasnyskim w woj. warszawskim, na mocy uchwały nr VI/10/16/54 WRN w Warszawie z dnia 5 października 1954. W skład jednostki weszły obszary dotychczasowych gromad Małowidz i Połoń ze zniesionej gminy Jednorożec a także obszar dotychczasowej gromady Przysowy oraz wieś Ulatowo Słabogóra z dotychczasowej gromady Ulatowo-Słabogóra ze zniesionej gminy Krzynowłoga Wielka w tymże powiecie. Dla gromady ustalono 13 członków gromadzkiej rady narodowej.
31 grudnia 1959 z gromady Połoń wyłączono wsie Małowidz i Ulatowo Słabogóra, włączając je do gromady Jednorożec w tymże powiecie, po czym gromadę Połoń zniesiono a jej (pozostały) obszar włączono do gromady Chorzele tamże.